# Pullimosina heteroneura
Pullimosina heteroneura är en tvåvingeart som först beskrevs av Alexander Henry Haliday 1836.  Pullimosina heteroneura ingår i släktet Pullimosina och familjen hoppflugor. Arten är reproducerande i Sverige. Inga underarter finns listade i Catalogue of Life.